# Chunaram Choudhary
Chunaram Choudhary (1976, Dhanari Kallan, Indien) er en indisk mikrobiolog og professor på The Novo Nordisk Foundation Center for Protein Research på Københavns Universitet.
Han er opvokset i Indien.
Han læste ph.d. i biokemi på Westfälische Wilhelms-Universität i Tyskland fra 2001-2006, og arbejdede herefter som postdoc på Max-Planck-Gesellschaft, inden han blev ansat på Købehavns Universitet i 2009. I 2013 blev han udnævnt som professor og gruppeleder samme sted.
Han modtog EliteForsk-prisen i 2019.